# Чарножили
Чарножили (пол. Czarnożyły) — село в Польщі, у гміні Чарножили Велюнського повіту Лодзинського воєводства.
Населення — 1224 особи (2011).
У 1975-1998 роках село належало до Серадзького воєводства.

## Демографія
Демографічна структура станом на 31 березня 2011 року:
|          | Загалом | Допрацездатний вік | Працездатний вік | Постпрацездатний вік |
| -------- | ------- | ------------------ | ---------------- | -------------------- |
| Чоловіки | 574     | 109                | 394              | 71                   |
| Жінки    | 650     | 118                | 367              | 165                  |
| Разом    | 1224    | 227                | 761              | 236                  |